# Mai Nishikata
西形 まい
Œuvres principales
- Venus Capriccio (2005-2008)
- Duellistes - Knight of Flower (2010-2011)
- GAME - Entre nos Corps (2015-)
- GAME - In Highschool (2020-)

Mai Nishikata (西形まい, Nishikata Mai) est une mangaka japonaise née un 27 novembre dans la préfecture de Gunma au Japon. Elle est spécialisée dans le shōjo et le josei.

## Biographie
En 2001, Mai Nishikata participe au 296e Hana to Yume Mangaka Course où elle gagne le prix "Effort" avec la nouvelle Chō. C'est ensuite avec Warau Shōnen, une autre nouvelle, qu'elle gagne le prix "Demi-finaliste" du 38e Prix Big Challenge.
Elle commence officiellement sa carrière de mangaka en 2002 avec la prépublication du chapitre oneshot Crossroad dans le magazine The Hana to Yume.
En 2005, la prépublication de sa première série, Venus Capriccio, commence dans le magazine Hana to Yume. La série remporte le prix "Oustanding debut" du 31e Hakusensha Athena Rookie of the Year. Toujours en 2005, elle crée un blog.
En septembre 2013, elle ouvre un compte Twitter où elle poste des informations sur sa vie, ses séries, et des illustrations.
En janvier 2015, Mai Nishikata publie un dernier post sur son blog, puis en octobre 2015, elle débute la série Game - Suit no Sukima dans Love Jossie qui est un magazine numérique. La série a du succès. En 2020, avec les versions papier et électronique, la série cumule 1,6 million d'exemplaires vendus avec 04 tomes. Toutefois, la série a plusieurs fois été mise en pause comme de janvier à août 2018, d'octobre 2018 à mars 2020 et de janvier à avril 2021. En janvier 2020, l'auteure parle de problèmes de santé. Cette même année, elle commence un spin-off de Game - Suit no Sukima, intitulé Game - In Highchool disponible via l'application Manga Park, une application existant depuis 2017.
En 2021, Mai Nishikata fait partie du jury pour le Prix Love Jossie 2021. En novembre 2021, elle ferme son blog.
Depuis environ mi-2021, ses deux séries sont en pause car elle est en dépression, ce qui en résulte qu'elle ne trouve plus de motivation pour dessiner.
En août 2022, via son compte Twitter, elle explique qu'elle retrouve petit à petit le goût pour le dessin.
En France, Mai Nishikata s'est fait connaître en 2018 avec sa série Game - Entre nos Corps (Game - Suit no Sukima) aux éditions Akata. Puis en 2019, Duellistes - Knight of Flower (Hana no Kishi) est sorti en version papier, et La couleur de ta Peau (Kasshoku no Rose) est sorti en version numérique.
Son année de naissance est inconnue, mais elle semble être née au début des années 1980. C'est une auteure qui fait peu d'apparitions publiques. En août 2009, elle a tout de même fait une séance de dédicaces à Osaka. Elle a quatre petites sœurs,. Elle aime les chats, la Formule 1 et Initial D,,,,,,. Et depuis qu'elle est au lycée, elle aime Linkin Park. En avril 2008, elle a été conférencière pour un cours de manga, avec Ryoko Fukuyama (ja). Puis en juin 2012, elle a travaillé en temps partiel.
En mai 2013, Mai Nishikata a participé à l'hommage pour les 20 ans de carrière de Yoshiki Nakamura et la sortie du 200e chapitre de Skip Beat!,,.
Elle est amie avec les mangakas Midori Shiino et Chie Shimada, et proche de plusieurs mangakas comme Aya Kanno, Ui Hanamiya, Monaka Toyama et Asagi Okabe,. Les mangakas Kugaru et Eri Okuyama ont été ses assistantes durant la période de prépublication dans le magazine Hana to Yume,.
Dans son blog, Mai Nishikata a plusieurs fois mentionné des déménagements, comme en mai 2008, en décembre 2009 son bureau, en juillet 2011, puis en avril 2012,,,.

## Œuvres
Liste des mangas dans la carrière de Mai Nishikata,:

### Période pré-début officiel
- 2001 : Chō (蝶?), chapitre oneshot, The Hana to Yume, Hakusensha
- 2001 : Warau Shōnen (笑う少年?), chapitre oneshot, The Hana to Yume, Hakusensha

### Mangas
- 2002 : Crossroad (クロスロード, Kurosurōdo?), chapitre oneshot, The Hana to Yume, Hakusensha
- 2002 : Shōnen I (少年I?), chapitre oneshot, Bessatsu Hana to Yume, Hakusensha
- 2003 : Hysterical Age (ヒステリカル・エイジ, Hisuterikaru eiji?), chapitre oneshot, The Hana to Yume, Hakusensha
- 2003 : Kamen no Pianist (仮面のピアニスト, Kamen no pianisuto?), chapitre oneshot, The Hana to Yume, publié dans Sweet Black, Hakusensha
- 2003 : Open Code (オープン・コード♪, Ōpun kōdo ♪?), chapitre oneshot, The Hana to Yume, Hakusensha
- 2003 : × - Kakeru - (×-カケル-?), chapitre oneshot, The Hana to Yume, Hakusensha
- 2004 : Angel Again (エンジェルアゲイン, Enjeruagein?), chapitre oneshot, The Hana to Yume, Hakusensha
- 2004 : Lovers Coordinate (ラヴァーズ・コーディネート, Ravu~āzu kōdinēto?), chapitre oneshot, The Hana to Yume, Hakusensha
- 2005 : Akuma to ōji-sama (アクマと王子様?), chapitre oneshot, The Hana to Yume, Hakusensha
- 2005 : Dramatic Works, chapitre oneshot, The Hana to Yume, Hakusensha
- 2005 : Eye-Liner (アイライン, Airain?), chapitre oneshot, Hana to Yume, Hakusensha
- 2005-2007 : Sweet Black (スイートブラック, Suīto burakku?), The Hana to Yume, 01 tome, Hakusensha
- 2005-2008 : Venus Capriccio (ヴィーナス綺想曲, Vinasu Kapurichio?), Hana to Yume, 05 tomes, Hakusensha
- 2008-2009 : Cyboy - Kaizō shōnen - (サイボーイ-改造少年-, Saibōi - kaizō shōnen -?), Hana to Yume, 02 tomes, Hakusensha
- 2009 : Killers (キラーズ, Kirāzu?), chapitre oneshot, The Hana to Yume, Hakusensha
- 2009 : A Small World, chapitre oneshot, The Hana to Yume, Hakusensha
- 2010-2011 : Duellistes - Knight of Flower (花の騎士, Hana no Kishi?), Hana to Yume, 05 tomes, Hakusensha
- 2012 : Daikyō Enmusubi (大凶縁結び?), chapitre oneshot, The Hana to Yume, publié dans Lip Smoke, Hakusensha
- 2012 : Sayaka-kun no Shizuku (さやか君のしずく?), chapitre oneshot, The Hana to Yume, publié dans Danshigurashi, Hakusensha
- 2012 : Toretate Crazy! (とれたてクレイジー!, Toretate kureijī!?), chapitre oneshot, The Hana to Yume, Hakusensha
- 2013 : Going Going★Crazy (ゴーインゴーイン★クレイジー, Gōingōin ★ kureijī?), chapitre oneshot, The Hana to Yume, publié dans Danshigurashi, Hakusensha
- 2013-2014 : Lip Smoke (リップ スモーク?), The Hana to Yume, 01 tome, Hakusensha
- 2014 : Danshigurashi (ダンシグラシ?), Hana to Yume, 01 tome, Hakusensha
- 2014 : Mitsuki ya (みつきや?), chapitre oneshot, The Hana to Yume, Hakusensha
- 2014 : Nao-kun wa kushami o gamandekinai (直くんはくしゃみをガマンできない?), chapitre oneshot, The Hana to Yume, Hakusensha
- 2015- : GAME - Entre nos corps (GAME〜スーツの隙間〜, Gēmu 〜 sūtsu no sukima 〜?), Love Jossie, Hakusensha
- 2015 : Strawberry sirup (ストロベリー・シロップ, Sutoroberī shiroppu?), chapitre oneshot, The Hana to Yume, Hakusensha
- 2015 : Torikago rendez-vous (鳥籠ランデヴー, Torikago randevū?), The Hana to Yume, Hakusensha
- 2018 : La couleur de ta peau (褐色のロゼ, Kasshoku no roze?), chapitre oneshot, The Hana to Yume, Hakusensha
- 2019 : Mafuyu no Empathy (真冬のエンパシー, Mafuyu no Enpashī?), chapitre oneshot, The Hana to Yume, Hakusensha
- 2019 : Uchi no nya a nya-kun. (ウチのにゃあにゃ君。?), chapitre oneshot, The Hana to Yume, Hakusensha[35],[36]
- 2020- : GAME - in Highschool (GAME -in ハイスクール-, GAME - in haisukūru?), Manga Park, Hakusensha

### Autres
- 2007, 2008, 2011 : Illustrations pour des calendriers (Venus Capriccio (x2) et Hana no Kishi)
- 2008 : 2008 Xmas Present Stories (2008 Xmasプレゼントストーリーズ, 2008 Kurisumasu purezento sutōrīzu?), le chapitre 1 de Cyboy - Kaizō shōnen -, Hana to Yume, Hakusensha
- 2010 : Meisaku 4-koma Hakurankai (名作4コマ博覧会?), pour célébrer le 900e numéro du Hana to Yume, 4 cases avec des personnages de Venus Capriccio, Hakusensha
- 2013 : hommage pour les 20 ans de carrière de Yoshiki Nakamura et le 200e chapitre de Skip Beat!
- 2013 : Illustration de Lip Smoke pour le nouvel an 2014[37]
- 2017 : Illustration de Game - Suit no Sukima pour une opération commerciale[38]
- 2020 : Illustration de Game - In Highchool pour le nouvel an 2021[39]
- 2022 : Illustration de Game - In Highschool pour le 48e anniversaire du Hana to Yume[40]

## Récompenses
- 2001 : Lauréate du 296e Prix HMC (Hana to Yume Mangaka Course), Effort Award (4e) pour Chō
- 2001 : Lauréate du 38e BC Award (Big Challenge Awards), Demi-finaliste (3e) pour Warau Shōnen
- 2006 : Lauréate du 31e Prix Hakusensha Athena Rookie of the Year, Outstanding Debut
- 2017 : Prix Mecha Comic 2017, dans la catégorie "Amour passionnant", Gold pour Game - Suit no Sukima[41]
- 2017 : Prix Hakusensha Best e-books 2017 (dans le top 10 des meilleures ventes e-books), Excellence Award pour Game- Suit no Sukima[42]